# Phaeochridius derasus
Phaeochridius derasus är en skalbaggsart som beskrevs av Edgar von Harold 1880. Phaeochridius derasus ingår i släktet Phaeochridius och familjen Hybosoridae. Inga underarter finns listade i Catalogue of Life.